# Los ensayos
The Rehearsal (Los ensayos, en España y El ensayo, en Latinoamérica) es una serie de televisión de comedia documental estadounidense creada, escrita, dirigida  y protagonizada por Nathan Fielder. Se estrenó en HBO el 15 de julio de 2022 con gran éxito de crítica. En agosto de 2022, la serie se renovó para una segunda temporada con fecha de estreno el 20 de abril de 2025.

## Premisa
La serie presenta a Nathan Fielder ayudando a la gente común a ensayar conversaciones difíciles o eventos de la vida mediante el uso de escenarios y actores contratados para recrear situaciones reales. Las situaciones pueden ser triviales, como confesar una mentira sobre la historia educativa, o más complejas, como criar a un niño. Fielder encarga decorados extravagantes con cada detalle recreado. Contrata actores para habitar estos escenarios y practicar diferentes árboles de diálogo con sus clientes decenas de veces. La información utilizada para entrenar a los actores y construir los escenarios a menudo se recopila sin el conocimiento de los sujetos.

## Recepción
La serie recibió elogios de la crítica, y algunos la elogiaron como una de las mejores series nuevas de 2022. El sitio web del agregador de reseñas Rotten Tomatoes informó un índice de aprobación del 93% con una calificación promedio de 9.4/10, según 52 reseñas de críticos. El consenso de los críticos del sitio web dice: "The Rehearsal le da a Nathan Fielder carta blanca para llevar su comedia absurda al límite, que empuja aún más allá con aplomo inexpresivo en lo que podría ser su hazaña más incómodamente divertida hasta el momento".  Metacritic, que utiliza un promedio ponderado, le asigna una puntuación de 86 sobre 100 basada en 23 críticos, lo que indica "aclamación universal".
En la reseña de The New York Times Critic's Pick, James Poniewozik escribió, "el programa tiene un núcleo filosófico: ¿Es alguna vez posible entender verdaderamente a otra persona? Y hay un lado tierno, incluso hermoso, en sus momentos surrealistas".  The Rehearsal se ha comparado con el trabajo de Charlie Kaufman en Synecdoche, New York y la novela de Tom McCarthy Remainder. El programa ha sido descrito como un sucesor espiritual de Nathan For You, ya que ambos programas comparten la premisa de que Fielder ayuda a la gente promedio de manera humorística. Vulture describió la "disposición de Fielder para joder a la gente" para ponerlos en situaciones que podrían avergonzarlos o hacer que hagan cosas que están fuera de lugar como el hilo conductor de su trabajo.